# The Lady with a Lamp
The Lady with a Lamp é filme britânico de 1951, do gênero drama histórico-biográfico, dirigido por Herbert Wilcox, com roteiro baseado na peça teatral homônima de Reginald Berkeley.